# Дезлоратадин
Дезлоратадин — синтетичний препарат, що є похідним піперидину, та належить до антигістамінних препаратів ІІІ покоління, для перорального застосування. За хімічною структурою є активним метаболітом лоратадину. Дезлоратадин уперше синтезований у 1998 році у лабораторії компанії «Schering-Plough» та зареєстрований на території Європейського Союзу у 2000 році та в Україні у 2002 році.

## Фармакологічні властивості
Дезлоратадин — синтетичний препарат, що є похідним піперидину та належить до групи антигістамінних препаратів ІІІ покоління. За хімічною будовою він є активним метаболітом лоратадину. Механізм дії препарату полягає у селективному блокуванні Н1-рецепторів гістаміну, попередженні спазмів гладких м'язів, що спричинює гістамін, у тому числі бронхоконстрикцію у хворих обструктивними захворюваннями легень, розширення капілярів та підвищення їх проникності, розвиток ангіоневротичного набряку, еритеми та свербіння шкіри і слизових оболонок. Дезлоратадин інгібує вивільнення прозапальних цитокінів (таких як IL-4, IL-6, IL-8, та IL-13) та молекул адгезії; вивільнення протизапальних хемокінів; пригнічує експресію молекул адгезії; інгібує вивільнення гістаміну, простагландину D2 та лейкотрієну С4. Дезлоратадин пригнічує активацію ефекторних клітин, першочергово тучних та базофілів, пригнічує хемотаксис еозинофілів. При алергічному риніті препарат зменшує частоту чхання, сльозотечу, виділення з носових ходів та свербіж слизових носа. Дезлоратадин є високоспецифічним блокатором Н1-рецепторів гістаміну, та навіть у високих концентраціях має лише незначну дію на серотонінові, дофамінові, М-холінорецептори та альфа-адренорецептори. Специфічність дії дезлоратадину до Н1-гістамінових рецепторів у 5—15 разів вища, ніж у лоратадину, та у 15—50 разів вища, чим до інших рецепторів клітин. Дезлоратадин не має токсичного впливу на міокард. На відміну від антигістамінних препаратів І покоління, дезлоратадин погано проходить через гематоенцефалічний бар'єр та практично не має седативного ефекту. Дезлоратадин не взаємодіє з ферментними системами цитохрому та не має клінічно значимих лікарських взаємодій із іншими лікарськими препаратами, що дає можливість застосовувати препарат разом із антибіотиками, протигрибковими препаратами, а також пацієнтами із захворюваннями печінки.

### Фармакокінетика
Дезлоратадин швидко всмоктується в шлунково-кишковому тракті, біодоступність препарату варіює в залежності від дози препарату. Початок дії препарату спостерігається через 28 хвилин після перорального прийому. Максимальна концентрація в крові дезлоратадину досягається протягом 2—6 годин (у середньому 3 години), одночасний прийом їжі не змінює ступінь всмоктування та біодоступність препарату. Дезлоратадин добре зв'язується з білками плазми крові. Препарат не проникає через гематоенцефалічний бар'єр. Дезлоратадин проникає через плацентарний бар'єр та виділяється в грудне молоко. Препарат розкладається у печінці з утворенням неактивних метаболітів. Дезлоратадин виводиться з організму переважно із сечею, а також із калом, у вигляді метаболітів. Період напіввиведення препарату становить 27 годин, цей час не змінюється при порушеннях печінки та нирок.

## Показання до застосування
Дезлоратадин застосовується при сезонному та цілорічному алергічному риніті, полінозі, алергічному кон'юнктивіті, кропив'янці, набряку Квінке, свербінні шкіри, а також у комплексній терапії атопічного дерматиту, хронічної екземи та бронхіальної астми, як у дорослих, так і у дітей.

## Побічні дії
При застосуванні дезлоратадину найчастіше спостергігаються наступні побічні ефекти — підвищена втомлюваність (1,2% випадків застосування), сухість у роті (0,8%) та головний біль (0,6%). Дуже рідко при застосуванні спостерігаються тахікардія, алергічні реакції (у тому числі висипання на шкірі, набряк Квінке та анафілактичні реакції), підвищення активності ферментів печінки, підвищення рівня білірубіну в крові; у дітей — діарея, безсоння та гарячка.

## Протипоказання
Дезлоратадин протипоказаний при підвищеній чутливості до препарату. З обережністю призначається препарат при важкій нирковій недостатності. Препарат не застосовується у дітей у віці менше 1 року. Дезлоратадин не рекомендується при вагітності та у період годування грудьми.

## Форми випуску
Дезлоратадин випускається у вигляді таблеток вкритих плівковою оболонкою і таблеток, що диспергуються в ротовій порожнині по 0,0025 та 0,005 г, а також розчину орального та сиропу, що містить 0,5 мг дезлоратадину на 1 мл в флаконах по 50, 60, 100, 120, 150 та 300 мл.